# Список серий аниме «Знаток муси»
Список эпизодов аниме-сериала «Знаток муси». Премьера состоялась в Японии 23 октября 2005 года, но после 20 эпизодов сериал прервался и возобновил показ оставшихся шести серий 15 мая 2006 года. Специальный эпизод вышел в эфир 4 января 2014 года. Второй сезон сериала, «Знаток муси — следующая глава», вышел в эфир 5 апреля 2014 года. Первая половина второго сезона закончилась 21 июня 2014 года. Остальная часть сериала вышла в эфир осенью, ей предшествовал специальный эпизод «Тернистый путь», который охватывает заключительную историю из двух глав 7-го тома манги. Ещё один специальный эпизод, «Капли - колокольчики», основанный на последней арке манги, был показан 16 мая 2015 года.
«Знаток муси» — это антология, где каждый эпизод рассказывает самостоятельную историю и не зависит от предыдущих. При создании аниме-сериала был изменён порядок историй. Помимо небольшого сокращения диалогов, это единственное существенное различие между мангой и аниме.
Вступительную тему «Песня об уставших ногах» исполнила Элли Керр, заключительная тема написана Тосио Масудой. Песню, открывающую второй сезон, «Shiver», исполнила Люси Роуз.
| 1 | Зелёный трон «The Green Throne / Midori no Za» (緑の座)                                         | 23 октября 2005 года |
| Гинко расследует дело маленького мальчика, чьи рисунки, если их нарисовать левой рукой, оживают. Вскоре он понимает, что за мальчиком кто-то присматривает. |                                                                                                 |                      |
| 2 | Свет под веками «The Light in the Eyelids / Mabuta no Hikari» (瞼の光)                          | 30 октября 2005 года |
| Гинко оказывает помощь маленькой девочке, которая проводит свои дни запертой в сарае, потому что не выносит солнечного света из-за странной болезни. Однако, когда её двоюродный брат тоже заболевает той же болезнью, Гинко должен найти способ избавиться от неё. |                                                                                                 |                      |
| 3 | Мягкие рожки «Soft Horns / Yawarakai Tsuno» (柔らかい角)                                        | 6 ноября 2005 года   |
| Мальчику, у которого почему-то на голове растут рога, суждено умереть, как и его матери, которая страдала от той же проблемы. Гинко понимает, что определённый тип шума заставляет рожки расти, и ему нужно найти лекарство. |                                                                                                 |                      |
| 4 | Проход через подушку «The Alley Through the Pillow / Makura no Kōji» (枕小路)                   | 13 ноября 2005 года  |
| Кошмарные сны фермера становятся реальностью и уносят жизни тех, кого он любит. Гинко нужно выяснить, что заставляет эти кошмары превращаться в реальность. |                                                                                                 |                      |
| 5 | Странствующее болото «The Traveling Swamp / Tabi o Suru Numa» (旅をする沼)                      | 20 ноября 2005 года  |
| Гинко расследует дело таинственной девочки-подростка с зелёными волосами, которую видели в болоте, которое движется само по себе. С помощью хорошего друга и жителей деревни у Гинко есть только один шанс спасти её, прежде чем болото неизбежно погибнет. |                                                                                                 |                      |
| 6 | Рой, поглощающий росу «The Dew Consuming Swarm / Tsuyu o Suu Mure» (露を吸う群)                 | 27 ноября 2005 года  |
| За услугами Гинко обращается мальчик, живущий на далёком острове, чтобы расследовать дело девушки, которую местные жители почитают как бога. И Гинко, и мальчик понимают, какой жадной может быть семья, чтобы заслужить уважение. |                                                                                                 |                      |
| 7 | Капли дождя и радуги «Raindrops and Rainbows / Ame ga Kuru Niji ga Tatsu» (雨がくる虹がたつ)    | 4 декабря 2005 года  |
| Гинко встречает человека, у которого есть странная привычка преследовать радугу. Как и его отец, этот человек стремится понять радугу и запечатлеть ее. |                                                                                                 |                      |
| 8 | Где-то за морем «Where Beyond the Sea / Unasaka yori» (海境より)                                | 11 декабря 2005 года |
| Путешествуя вдоль берега, Гинко встречает мужчину, надеящегося найти свою жену, которая пропала в море. |                                                                                                 |                      |
| 9 | Тяжёлое семя «Heavy Fruit / Omoi Mi» (重い実)                                                   | 18 декабря 2005 года |
| Гинко прибывает в деревню, где бывают необычные урожаи, всегда происходящие после стихийных бедствий и каждый раз приводящие к гибели одного из жителей. |                                                                                                 |                      |
| 10 | Белизна в чернильном камне «The Whiteness in the Ink Stone / Suzuri ni Sumu Shiro» (硯に棲む白) | 8 января 2006 года   |
| Несколько детей попадает в беду, когда соприкасаются с одним предметом из коллекции доктора Адасино. В этом предмете живут муси. Гинко должен найти создателя предмета, чтобы решить эту проблему. |                                                                                                 |                      |
| 11 | Спящий в горах «To Sleep in the Mountains / Yama Nemuru» (やまねむる)                           | 8 января 2006 года   |
| Во время своих путешествий Гинко встречает старого знатока муси, который рассказывает ему историю о том, как он стал хранителем горы, где живёт, и почему он не может уехать оттуда до конца своей жизни. Гинко понимает, что судьба этого человека предрешена. |                                                                                                 |                      |
| 12 | Одноглазая рыба «One-Eyed Fish / Sugame no Uo» (眇の魚)                                         | 15 января 2006 года  |
| Нуи, седовласая женщина – знаток муси, усыновляет сироту. Происхождение Гинко раскрыто. |                                                                                                 |                      |
| 13 | Мост на одну ночь «The One-Night Bridge / Hitoyobashi» (一夜橋)                                 | 22 января 2006 года  |
| Гинко приезжает в деревню, где живёт девочка, упавшая с моста три года назад. Хотя она, по-видимому, пережила падение, но теперь уже не та, кем была раньше, к отчаянию молодого человека, который любит её. |                                                                                                 |                      |
| 14 | В клетке «Inside the Cage / Kago no Naka» (籠のなか)                                            | 29 января 2006 года  |
| Путешествуя по бамбуковому лесу, Гинко встречает человека, который почему-то не может покинуть лес, как бы он ни старался. Любопытно, что его жена и ребёнок разделяют ту же проблему. |                                                                                                 |                      |
| 15 | Имитирующая весну «Pretense of Spring / Haru to Usobuku» (春と嘯く)                             | 5 февраля 2006 года  |
| Гинко останавливается на зиму в одной хижине. Мальчик, который там живёт, утверждает, что есть место, где весна наступает очень рано, и каждый раз, когда он туда приходит, он спит целыми днями... или до конца весны. |                                                                                                 |                      |
| 16 | Рассветная змея «Dawn Snake / Akatsuki no Hebi» (暁の蛇)                                        | 12 февраля 2006 года |
| Гинко помогает мальчику, который беспокоится о своей матери, потому что она мало-помалу теряет память. |                                                                                                 |                      |
| 17 | Сборщица пустых коконов «Picking Empty Cocoons / Uromayutori» (虚繭取り)                        | 19 февраля 2006 года |
| Гинко беспокоится о девушке, которая делает коконы, используемые знатоками муси в качестве почтовых ящиков, так как она всё ещё ищет свою сестру, исчезнувшую, когда они были детьми. |                                                                                                 |                      |
| 18 | Одеяние, несущее гору «The Mountain Bearing Robe / Yama Daku Koromo» (山抱く衣)                 | 26 февраля 2006 года |
| Гинко получает в свои руки хаори, которым, по-видимому, овладели муси. Надеясь выяснить правду, он начинает искать первого владельца хаори. |                                                                                                 |                      |
| 19 | Нить с небес «A String in the Sky / Tenpen no Ito» (天辺の糸)                                   | 5 марта 2006 года    |
| Гинко помогает девушке, пропавшей без вести с тех пор, как схватилась за верёвку, которую видела свисающей с неба. Только сила убеждения мужчины, который её любит, удерживает её на земле. |                                                                                                 |                      |
| 20 | Море чернил «A Sea of Ink / Fude no Umi» (筆の海)                                               | 12 марта 2006 года   |
| Гинко приходит в дом, в котором есть библиотека, полная свитков, связанных с муси. Там он встречает девушку, которая пишет свитки, и слышит историю о проклятии, которое поражало её семью на протяжении многих поколений. |                                                                                                 |                      |
| 21 | Хлопковые споры «Cotton Spores / Watabōshi» (綿胞子)                                            | 15 мая 2006 года     |
| Гинко вызвали, чтобы посмотреть на ребёнка, у которого по телу пробегала зелёная волна. Он быстро понимает, что ребёнок и его четверо братьев не люди. |                                                                                                 |                      |
| 22 | Морское святилище «The Sea Shrine / Okitsu Miya» (沖つ宮)                                       | 22 мая 2006 года     |
| Гинко исследует деревню со святыней, которая, по слухам, даёт людям другую жизнь. |                                                                                                 |                      |
| 23 | Крик ржавчины «Chorus of Rust / Sabi no Naku Koe» (錆の鳴く聲)                                  | 29 мая 2006 года     |
| Девушка подвергается остракизму в своей деревне, потому что, по слухам, она является причиной странной ржавчины, которая поражает дома и людей вокруг. |                                                                                                 |                      |
| 24 | Путешествие на огненное поле «The Journey to the Field of Fire / Kagarinokō» (篝野行)           | 5 июня 2006 года     |
| Пытаясь избавиться от неизвестного вида муси, который угрожает её деревне, местная знаток муси решает сжечь всю гору, возле которой живёт. Но Гинко не согласен с этой затеей. |                                                                                                 |                      |
| 25 | Приятные зрелища, печальные зрелища «Pleasant Sights, Woeful Sights / Ganpuku Ganka» (眼福眼禍) | 12 июня 2006 года    |
| Гинко встречает женщину, которая была слепа, когда была ребёнком, пока муси не вошли в её глаза и не наделили её способностью предвидения. Хотя её зрение улучшалось день ото дня, она начала видеть больше, чем хотела. |                                                                                                 |                      |
| 26 | Звук шагов по траве «The Sound of Footsteps on the Grass / Kusa o Fumu Oto» (草を踏む音)        | 19 июня 2006 года    |
| В детстве Гинко некоторое время жил с ватари, группой кочевников, которые каждый год посещали таинственную гору. Среди кочевников был ещё один мальчик, Исадза, который дружил с сыном семьи, владеющей горой, и их дружба крепла. |                                                                                                 |                      |
| доп. серия | Тень, поглотившая солнце «The Shadow That Devours the Sun / Hi Hamu Kage» (日蝕む翳)            | 4 января 2014 года   |
| Должно состояться редкое природное явление - солнечное затмение, и знаток муси Гинко подозревает, что тень муси - Хихами, может появиться снова. В фермерской деревне, ожидающей затмения, Гинко встречает близнецов, родившихся во время лунного затмения, одна из которых, Хиёри, не может выходить на солнечный свет и проводит свою жизнь в помещении. Сразу после солнечного затмения на небе собирается странное черное облако и снова закрывает солнце. Это позволяет Хиёри выйти на улицу, где она находит поле цветов и корень Хихами. Однако во время затмения сестра Хиёри Хината начинает постепенно исчезать. Хиёри разрывается между уничтожением Хихами, спасением свей сестры, или наслаждением жизнью за пределами ее затемнённой комнаты. В конце концов она помогает Гинко избавиться от Хихами и клянется помочь Хинате восстановить свою плотность. |                                                                                                 |                      |

### Знаток муси: следующая глава
| 1 | Собрание на опушке леса «Banquet at the Forest's Edge / Nozue no Utage» (野末の宴)        | 5 апреля 2014 года   |
| Пивовар сакэ однажды заблудился по дороге домой и случайно наткнулся на странную церемонию. Там он попробовал сладкое, сияющее сакэ, которое никогда не мог забыть. Годы спустя его сын идет по его стопам и пытается сварить сорт сакэ, соответствующий отцовскому. Когда сын тоже сталкивается с ночной церемонией, он притворяется, что является её участником. Во время церемонии он встречает Гинко. |                                                                                           |                      |
| 2 | Щебечущая ракушка «The Warbling Sea Shell / Saezuru Kai» (囀る貝)                         | 12 апреля 2014 года  |
| Недалеко от деревни на берегу моря, на уединенной скале живет девочка со своим отцом. Она хочет завести друзей, но ее отец по какой-то причине не хочет, чтобы она общалась с деревенскими жителями. Когда прибывает Гинко, он находит муси, которые являются предвестниками катастрофы. Общая угроза снова объединяет отца и деревню. |                                                                                           |                      |
| 3 | Под снегом «Beneath the Snow / Yuki no Shita» (雪の下)                                    | 19 апреля 2014 года  |
| Гинко посещает деревню, где большую часть года идет снег, чтобы изучить снежную кашу. Он находит мальчика со странным недугом, из-за которого на него постоянно падает снег. Он стал нечувствителен к холоду, и тепло причиняет ему боль. Для него опасно так сильно подвергать себя воздействию холода, но, похоже, его это даже не волнует. |                                                                                           |                      |
| 4 | Рука, ласкающая ночь «The Hand That Caresses the Night / Yoru o Naderu Te» (夜を撫でる手) | 26 апреля 2014 года  |
| Молодой человек обладает способностью заманивать к себе животных, используя запах, исходящий от его руки. Он унаследовал эту силу от своего отца, и это облегчает охоту. Однако этот дар делает мясо убитого животного отвратительным на вкус. Более серьезным является риск потерять рассудок из-за власти и спутать семью с добычей. Есть лекарство, но захочет ли юноша отказаться от своей силы? |                                                                                           |                      |
| 5 | Зеркальное озеро «Mirror Lake / Kagami ga Fuchi» (鏡が淵)                                 | 3 мая 2014 года      |
| Гинко встречает молодую женщину, за которой следует таинственное водянистое существо. Женщина становится слабой, и ее семья считает, что это любовная тоска. Гинко раскрывает правду о муси, привязанном к ней, но женщина должна решить, отдать ли свое тело муси или развеять его и продолжить жить. |                                                                                           |                      |
| 6 | Цветочный мираж «Floral Delusion / Hana Madoi» (花惑い)                                   | 10 мая 2014 года     |
| Под деревом сакуры Гинко встречает женщину поразительной красоты, у которой отсутствуют все пять чувств, и, по словам мужчины, который заботится о ней, ей более 80 лет, и она жила в его семье на протяжении многих поколений. Расследуя дело муси, ответственного за это, Гинко обнаруживает еще более мрачную тайну, связанную с женщиной и деревом. |                                                                                           |                      |
| 7 | Дождь средь бела дня «Cloudless Rain / Hi Teru Ame» (日照る雨)                            | 24 мая 2014 года     |
| Женщина, страдающая от муси водного типа, решает воспользоваться своим состоянием, чтобы помочь нуждающимся. |                                                                                           |                      |
| 8 | Ветер крепчает «Wind Raiser / Shimaki Tatsu» (風巻立つ)                                   | 7 июня 2014 года     |
| Находясь на борту лодки, Гинко встречает молодого человека, у которого появилась связь со стаей муси в виде птиц, способных создавать ветер. |                                                                                           |                      |
| 9 | Долина приливов и отливов «Valley of the Welling Tides / Ushio Waku Tani» (潮わく谷)      | 14 июня 2014 года    |
| На заснеженной горе Гинко падает без сил. Ему помогают местные жители, которым каким-то образом удается возделывать свои поля, несмотря на суровый климат, в основном благодаря работнику с неослабевающей выносливостью. Но какой ценой дается эта энергия? |                                                                                           |                      |
| 10 | Глубины зимы «Depths of Winter / Fuyu no Soko» (冬の底)                                   | 21 июня 2014 года    |
| На своем пути, чтобы ответить на вызов, Гинко оказывается в ловушке на горе, которая была запечатана её хранителем, и переживает вечную зиму из-за снежных муси притянутых туда. Почему хранитель запечатал гору, и как Гинко спасется от этой вечной зимы? |                                                                                           |                      |
| доп. серия | Тернистый путь «Path of Thorns / Odoro no Michi» (棘のみち)                               | 20 августа 2014 года |
| По просьбе Карибусы Танъю Гинко отправляется исследовать явление, которое может быть связано с опасным муси. Он встречает молчаливого Комодо Мини, нынешнего главу многочисленной семьи знатоков муси, который отвечает за этот район. Комодо ведет Гинко к подножию тернистого пути, откуда муси попадают в мир людей. Там они сталкиваются с пожирающим души Санекуи-муси. Комодо пытается бороться с ним с помощью своего искусственного муси, созданного из Коуки. Комодо чудом выживает, его спасает Гинко. |                                                                                           |                      |
| 11 | Подушка из травы «Cushion of Grass / Kusa no Shitone» (草の茵)                            | 19 октября 2014 года |
| После встречи с Нуи и до того, как он стал знатоком муси, Гинко получает заботливые наставления от знатока муси по имени Сугуро. Сугуро говорит молодому Гинко, что он всегда должен переезжать с места на место из-за своего состояния, которое привлекает муси. Они прибывают в земли умирающего хранителя горы, и Сугуро беспокоится, что новый хранитель еще не появился. Гинко находит золотое яйцо нового хранителя горы, но роняет и разбивает его, обрекая гору на период упадка, пока не появится новый хранитель. |                                                                                           |                      |
| 12 | Благоухающая Тьма «Fragrant Darkness / Kaoru Yami» (香る闇)                               | 26 октября 2014 года |
| Фермера преследуют забытые воспоминания о его прошлом всякий раз, когда он ночью вдыхает аромат цветов. Гинко появляется в его доме дождливой ночью в поисках пристанища и рассказывает, что тот стал жертвой муси. Кайру-муси выглядит как туннель и обрекает любого, кто войдет в него, на вечное проживание фрагмента своей жизни. Гинко предостерегает фермера от повторного входа в туннель. Однако, когда его жена падает и получает смертельную травму, фермер ещё раз входит в туннель, чтобы снова прожить время с ней. |                                                                                           |                      |
| 13 | Следы алого «Lingering Crimson / Nokori Beni» (残り紅)                                    | 2 ноября 2014 года   |
| В сумерках, собираясь идти домой после игры со своими друзьями, молодая девушка по имени Аканэ нашла тень без "хозяина". В тот же день она исчезла. Несколько лет спустя в деревню приходит Гинко и ему рассказывают историю Микагэ, девушки, которая появилась без воспоминаний сразу после исчезновения Аканэ. |                                                                                           |                      |
| 14 | Потаённая бухта «Hidden Cove / Komori E» (隠り江)                                         | 9 ноября 2014 года   |
| Проплывая по каналу мимо одного дома, Гинко видит неподвижно сидящую девушку, уставившуюся в одну точку, и выглядящую как будто пустая оболочка. О своих подозрениях он рассказывает отцу девушки. Такое состояние вызвано муси, который может соединять умы людей. Юра и присматривающая за ней Суми, стали близкими друзьями. Через некоторое время Суми покидает дом Юра, чтобы жить отдельно, но девушка все еще чувствовует присутствие няни. |                                                                                           |                      |
| 15 | Нить света «Thread of Light / Hikari no O» (光の緒)                                       | 16 ноября 2014 года  |
| Маленький мальчик по имени Ген беспокоит своего отца тем, что слишком груб с другими детьми, которые задирают его из-за того, что у него нет матери. Ребенок, слишком сильный для своего возраста, также утверждает, что может видеть странных существ, которых больше никто не видит. Когда Гинко встречает Гена, история его силы раскрывается. Знаток муси рассказывает Гену о том дне, когда он встретил женщину, которая соткала таинственное бесшовное одеяние. |                                                                                           |                      |
| 16 | Море чужих звезд «Sea of Otherworldly Stars / Koten no Hoshi» (壷天の星)                  | 23 ноября 2014 года  |
| Идзуми одинока в мире, который является отражением нашего. Забыв, как она там оказалась, Идзуми остается в ловушке, пока семья тщетно её ищет. Её отец считает, что Идзуми похитили, в то время как её мать и сестра Мидзухо считают, что она все еще находится в доме, хотя они и не могут её видеть. Гинко переходит в другой мир, чтобы попытаться спасти Идзуми. |                                                                                           |                      |
| 17 | Лазурная вода «Azure Waters / Mizu Aomu» (水碧む)                                         | 30 ноября 2014 года  |
| Гинко встречает Йуту, мальчика, который отлично плавает и ловит рыбу, но у него руки с перепонками и холодная кожа. Обнаружив неестественную тягу мальчика к воде, Гинко пытается вылечить мальчика от дождевого муси, вызывающего его странное поведение. |                                                                                           |                      |
| 18 | Край молнии «Lightning's End / Ikazuchi no Tamoto» (雷の袂)                               | 7 декабря 2014 года  |
| Было замечено несколько ударов молнии в одно и то же дерево, и Гинко проводит расследование. Он встречает странного мальчика, который притягивает к себе молнии из-за влияния муси. Его мать считает, что он делает это назло ей, и борется с тем фактом, что она не любит своего ребенка. |                                                                                           |                      |
| 19 | Грязевая трава «Mud Grass / Doro no Kusa» (泥の草)                                        | 14 декабря 2014 года |
| Дочь Шигеру Юри найдена мертвой в горах. В деревне вспыхивает болезненная кожная инфекция. Гинкго может вылечить болезнь жителей деревни, но у Шигеру гораздо более серьезный случай. Оказывается, он и сын его покойного брата принесли в деревню муси, вызывающих эту болезнь. Это случилось потому, что они нарушили один запрет. |                                                                                           |                      |
| 20 | Древо вечности «Tree of Eternity / Tokoshie no Ki» (常の樹)                               | 21 декабря 2014 года |
| Беспокойный человек, Каната, возвращаясь домой к своей жене и маленькой дочери Футаба, садится отдохнуть в лесу. Он устал и хочет пить, поэтому решает съесть красный плод, похожий на сливу, который лежал на земле рядом с ним. Через некоторое время у него появляются яркие воспоминания как во сне, так и наяву о временах, предшествовавших его рождению. Он отправляется на поиски огромного дерева, но эта находка не сделает его счастливым. |                                                                                           |                      |
| доп. серия | Капли - колокольчики «Bell Droplets / Suzu no Shizuku» (鈴の雫)                           | 16 мая 2015 года     |
| Девочка Кайя рождается с растениями, растущими из ее головы. Это событие сопровождается звоном колокольчиков. Кайя становится хранительницей горы, и Гинко натыкается на нее в подростковом возрасте, хотя ему кажется странным, что в качестве хранителя горы был выбран человек. Он встречает её старшего брата, который искал Кайя с тех пор, как она исчезла много лет назад. Гинко, с риском для собственной жизни, предлагает Кайя возможность снова стать человеком и воссоединиться со своей семьей. Кайя вмешивается, когда Гинко судят по закону горы, и её съедают вместо Гинко. Брат Кайя, в конце концов, принимает её судьбу, но сохраняет память о ней, совершая подношения в лесу. |                                                                                           |                      |